# Liste de points extrêmes de la Bulgarie

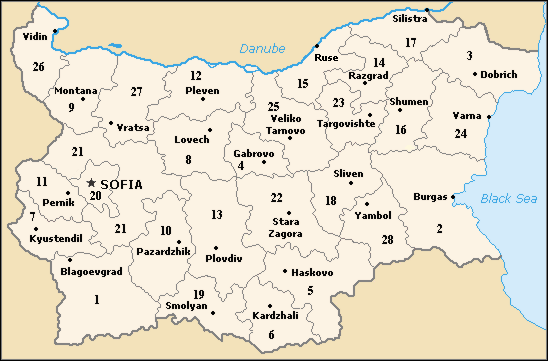
Carte des régions de Bulgarie

Voici une liste de points extrêmes de la Bulgarie.

## Latitude et longitude
- Nord : confluent du Danube et du Timok, Vidin (44° 13′ N, 22° 40′ E)
- Sud : mont Veykata, Kardjali (41° 14′ N, 25° 16′ E)
- Ouest : mont Shulep Kamak, Kyoustendil (42° 18′ N, 22° 21′ E)
- Est : cap Chabla, Dobritch (43° 42′ N, 28° 36′ E)

## Altitude
- Maximale : mont Mousala, Sofia, 2 925 m (42° 11′ N, 23° 35′ E)
- Minimale : mer Noire, 0 m